# Черкаскуль (озеро)
Черкаскуль (устар. Черкасколь, Чернаскуль) — озеро в Каслинском районе Челябинской области. Площадь поверхности водного зеркала — 2,44 км². Высота над уровнем моря — 255,4 м. Озеро питает реку Синару.

## Этимология
Гидроним Черкаскуль восходит к тюркскому мужскому имени Черкаскул, с основой Черкас, которое было ранее распространено среди башкир.

## Описание
Водоём заболочен со всех берегов, кроме северного. Зарастает водорослями и камышом. На северном берегу озера расположен одноимённый посёлок.
В водоёме водится ротан, селятся водоплавающие птицы.
Неподалёку от озера расположен археологический памятник — поселение Черкаскуль II. В середине XX века он был исследован археологом Константином Владимировичем Сальниковым.
Вблизи водоёма проходят улицы Ленина и Береговая посёлка Черкаскуль, а также ответвление трассы М5 на Екатеринбург.